# Museu Nacional de Zúric
El Museu Nacional de Zúric (en alemany Landesmuseum Zürich, anteriorment denominat Museu Nacional Suís) és un museu a la ciutat suïssa de Zúric. Es troba en el cor de Zúric, enfront de l'estació central de trens. L'edifici del museu estat designat com un monument històric d'importància nacional. Juntament amb el Castell de Prangins, el Fòrum d'Història Suïssa de Schwyz i el centre de col·leccions de Affoltern am Albis, forma el Museu Nacional de Suïssa. El museu va ser construït per l'arquitecte Gustav Gull, un estudiant de Gottfried Semper i va ser inaugurat l'any 1898. Gull es va basar en diversos elements arquitectònics històrics de la Baixa Edat Mitjana i l'Edat Moderna. L'1 d'agost de 2009, després d'una àmplia renovació, es van obrir dues noves exposicions permanents, en el saló d'estil neogòtic, l'anomenat Saló de la Fama, i a les habitacions interconnectades «Història de Suïssa» i «Galeria de col·leccions».